# Ruinenblüten
Ruinenblüten (französischer Originaltitel: Fleurs de ruine) ist ein 1991 erschienener Roman des französischen Schriftstellers Patrick Modiano. Fleurs de ruine gehört neben Remise pe peine (1988; deutsch: Straferlaß) und Chien de printemps (1993; deutsch: Ein so junger Hund) zu den drei Romanen, die Modiano nicht in seinem Stammverlag Gallimard, sondern bei den Éditions du Seuil veröffentlichte. Die Übersetzung ins Deutsche stammt von Andrea Spingler und erschien 2000 als suhrkamp taschenbuch.

## Inhalt
Der Erzähler erinnert sich an Erlebnisse im Paris der 1950er und 1960er Jahre, an Erlebnisse aus seiner Kindheit und Jugend und zuletzt aus der Zeit, als er selbst schon angehender Schriftsteller war. Er erzählt von seiner Flucht als 14-Jähriger aus einem Vorort-Internat zurück in die Stadt und von seiner Begegnung mit Jacqueline, die er aus der obskuren Gesellschaft rund um einen „Marquis“ herausholt.
Eingewoben in diese Erinnerungen ist die Geschichte einer anderen Begegnung, und sie bildet das Zentrum des Romans. Ausgangspunkt ist eine jener Zeitungsmeldungen unter „Vermischtes“, die die Franzosen „faits divers“ nennen – eine sehr alte Zeitungsmeldung: „24. April 1933. Zwei junge Eheleute begehen aus mysteriösen Gründen Selbstmord.“ Das Ehepaar hatte den Abend zuvor mit ihnen Fremden in einem Ausflugslokal an der Marne verbracht, bezeugt – so die Zeitungsmeldung – von einem dort tätigen Kellner. Erst später im Roman, und unter den zahlreichen geschilderten eigenen Erlebnissen war es fast aus dem Blick geraten, kommt der Erzähler auf dies lange zurückliegende Geschehen zurück. Mitte der 1960er Jahre hatte er in der Pariser Cité Universitaire einen Mann kennengelernt, der vorgab, dort in einem der Studentenheime zu wohnen, andererseits aber auch für Air France als Steward zu arbeiten. Der Mann wird von den anderen Studenten „Pacheco“ genannt, aber eigentlich, so sagt er, heiße er „Philippe de Bellune“. Eine Weile später vertraut jener „Pacheco“ dem Erzähler und Jacqueline einen Koffer an – „er müsse seiner Arbeit wegen wieder verreisen“. Aber „Pacheco“ taucht nicht wieder auf, und so stellt der Erzähler Nachforschungen an und stößt darauf, dass „Philippe de Bellune“ nach dem Ende der deutschen Besetzung Frankreichs auf Fahndungslisten stand. „Pacheco“ bleibt verschwunden, und der Erzähler entschließt sich irgendwann, den Koffer aufzubrechen. Darin ein Artikel über „die Ereignisse jener Nacht im April 1933“ mit dem Foto eines Zeugen, eines Kellners des Ausflugslokals an der Marne. Der Erzähler erkennt darin das Gesicht des Mannes wieder, der sich ihm gegenüber als „Pacheco ... Philippe de Bellune“ vorgestellt hatte. Der tatsächliche Name des Mannes: Charles Lombard, und der wirkliche Pacheco war, seit sein Name auf Fahndungslisten stand, verschwunden und blieb es für immer.

## Hintergrund
Viele erwähnte Erinnerungen des Erzählers haben ihre reale Quelle in der Biographie des Autors des Romans, Patrick Modianos – so der Besuch der École communale in der Rue du Pont-de-Lodi Anfang der 1950er, die Flucht aus dem Internat am 18. Januar 1960, die Reise nach Wien 1965, der Beginn der eigenen schriftstellerischen Arbeit nach der Rückkehr aus Wien nach Paris.
Der Suizid des Ehepaares Urbain und Gisèle Thuau, mit dessen Erwähnung Modiano den Roman beginnt (Modiano belässt es beim Nachnamen beim Initial: „Urbain und Gisèle T.“), hat im April 1933 tatsächlich stattgefunden. Simone de Beauvoir erwähnt das Geschehen in ihrem Memoiren-Band In den besten Jahren (La force de l'âge): „Dafür beschäftigte Sartre und mich lange eine Geschichte, die wenig Aufsehen erregte. Ein junger Chemiker und seine Frau, die seit drei Jahren sehr glücklich verheiratet waren, nahmen eines Nachts ein fremdes Ehepaar, das sie in einem Nachtlokal kennengelernt hatten, mit in ihre Wohnung. Welche Orgien feierten sie? Am Morgen brachten die jungen Eheleute sich um.“
Eine Figur mit dem Namen „Pacheco“ gibt es in drei weiteren Romanen Modianos, und immer fällt ihre Erwähnung in die Zeit der deutschen Besetzung Frankreichs: In Eine Jugend (Une jeunesse) ist er während Okkupationszeit der Liebhaber der Mutter der weiblichen Hauptfigur Odile; in Sonntage im August (Dimanches d'août) kauft er im Mai 1944 einem gewissen Louis Pagnon einen riesigen Diamanten ab, „la croix du sud“; in Hochzeitsreise (Voyage de noces) ist er ein Schwarzmarkt-Ganove. – Sind auch die Situationen, in die Modiano jenen „Pacheco“ stellt, erfunden, die Person „Philippe de Pacheco“ hat es gegeben. Der Autor Denis Cosnard hat für sein Buch Dans la peau de Patrick Modiano biographische Details zusammengetragen: Die Angaben zur Abstammung, die Namen der Eltern, der adligen Vorfahren usw. stimmen mit denen im Roman überein. In der Okkupationszeit hat er zunächst, ab 1941, für deutsche Geheimdienste gearbeitet, später, Anfang 1944, für die Alliierten. Kurz vor Kriegsende wurde er mit dem letzten Konvoi von Compiègne aus nach Buchenwald, von dort aus ins Außenlager Dora deportiert. Sein weiteres Schicksal blieb ungeklärt.

## Ausgaben
- Fleurs de ruine. Éditions du Seuil, Paris 1991, ISBN 2-02-025914-1.
- Ruinenblüten. Suhrkamp Taschenbuch Verlag, Frankfurt am Main 2000, ISBN 3-518-39633-1.
- Ruinenblüten. Suhrkamp Taschenbuch Verlag, Berlin 2014, ISBN 978-3-518-46623-0.